# Eobaphetes
Eobaphetes — викопний рід емболомер, який, ймовірно, мешкав у Пенсильванії (пізній карбон) у Канзасі. Основою роду є декілька фрагментів черепа та щелепи однієї особини. Спочатку вони були описані під видом Erpetosuchus kansasensis, але пізніше це було змінено на Eobaphetes kansasensis, коли було встановлено, що Erpetosuchus був зайнятий тріасовою рептилією.
Походження Eobaphetes невідоме. Відповідно до нині втраченої етикетки, його зразки нібито були знайдені у вугільному пласті в окрузі Вашингтон, штат Канзас, колекціонером скам'янілостей Густавом Хамбахом. Проте поклади вугілля в цьому повіті невідомі. Скам'янілості рослин з округу Вашингтон, штат Канзас, мають ранньопермський вік, що може припустити, що еобафети походять із незареєстрованого ранньопермського вугільного пласта. У 1963 році А. Ш. Ромер припустив, що Хамбах насправді був зібраний з округу Вашингтон, штат Арканзас. У цьому графстві були знайдені ранньопенсільванські родовища вугілля (намюрське або вестфальське вугілля А-Болдуін формації Блойд). У результаті Eobaphetes може бути одним із найстаріших емболомерів (якщо з Арканзасу) або одним із наймолодших (якщо з Канзасу). Протягом своєї кар'єри Хамбах працював як у Канзасі, так і в Арканзасі.
Хімічний і споровий аналіз вугільної матриці зразків виявив мало схожості з вугіллям Болдуіна. Натомість, здається, він набагато більше схожий на вугілля Нодавей із формації Говард-Лаймстоун. Спори вказують на те, що ця формація відклалася пізніше в пенсільванському, вестфальському D або стефанському періодах. Вапняк Говарда знайдений у Міссурі, Айові та Канзасі. Це свідчить про те, що Eobaphetes справді походили з Канзасу, хоча й не обов'язково з округу Вашингтон.
Еобафета часто порівнюють з антракозавром, а в якийсь момент навіть синонімізували його. Однак більшість авторів вважають його еогірінідом, як і більшість емболомерів. Точніше, він був класифікований як член Leptophractinae, підродини північноамериканських еогірінід, що характеризується своїми круговими очними западинами. Інші лептофрактини включають Neopteroplax та Leptophractus. Філогенетичний аналіз показує, що його найближчими родичами є Carbonoherpeton, «Pholiderpeton» (Eogyrinus) attheyi та Calligenethlon.